# 한스 라머스
한스 하인리히 라머스(독일어: Hans Heinrich Lamers, 1879년 5월 27일 ~ 1962년 1월 4일)는 독일의 법률가, 정치인이다. 1933년부터 1945년까지 히틀러 치하에서 국가수상부장직을 역임했다. 1948년-1949년의 빌헬름가 재판에서 전쟁범죄 및 인도에 반한 죄에 유죄가 확정되어 징역 20년형을 선고받았다.